# Fortunino Matania

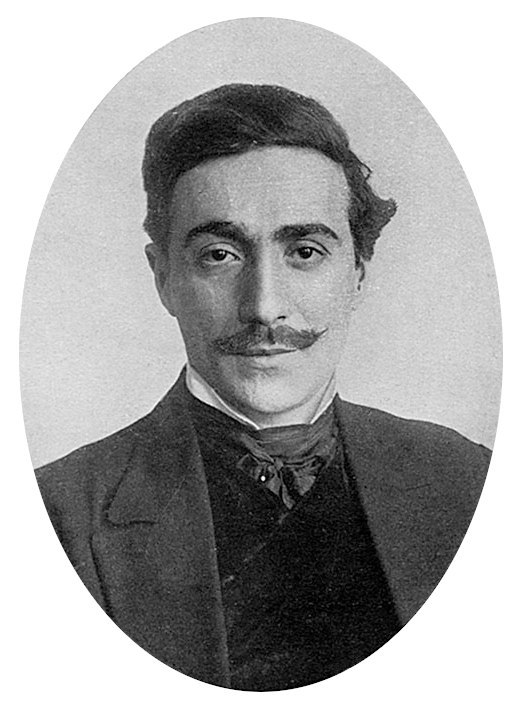
Fortunino Matania (1915)

Fortunino Matania (* 16. April 1881 in Neapel; † 8. Februar 1963 in London) war ein italienischer Künstler, der vor allem für seine realistische Darstellung des Krieges bekannt wurde. Er galt als Vertreter der künstlerischen Bewegungen des Realismus sowie des Naturalismus. Während des Ersten Weltkrieges war er als Kriegsmaler tätig und arbeitete unter anderem für die englische Zeitschrift The Sphere in London.
Matania verbrachte den Großteil seines Lebens in London und beeinflusste Millionen Menschen mit seinen Kriegsdokumentationen, die während des Ersten Weltkriegs von Zeitschriften veröffentlicht wurden.

## Leben

### Herkunft und Familie
Geboren in Neapel, wuchs Fortunino Matania in einer künstlerischen Umgebung auf. Sein Vater Edoardo Matania besaß ein Kunststudio und war selber als Maler und Illustrator tätig. Schon in den jungen Jahren arbeitete Fortunino Matania mit seinem Vater zusammen. Seine Mutter war Clelia Della Valle, Tochter eines bourbonischen Oberst aus Neapel. Matania hatte fünf Geschwister: Francesco (der auch Illustrator war), Maria, Evelina, Anna und Erminia. Fortunino hatte eine Tochter, Clelia Matania, die Schauspielerin war.

### Zeit in Neapel (1881–1902)
Im Alter von neun Jahren illustrierte er seine erste Werbung, mit vierzehn Jahren sein erstes Buch. Als Fünfzehnjähriger, im Jahr 1896, stellte Matania eines seiner ersten Werke, La piccola massaia, bei einer Kunstausstellung der Società promotrice di belle Arti vor. Zu dieser Zeit war sein Vater in Mailand beim Verlag Treves als Illustrator tätig, wodurch Fortunino Matania Aufträge im Bereich der Illustration bekam. Er arbeitete vor allem für die Zeitschrift L’Illustrazione italiana.
Sein Talent wurde auch von anderen, älteren Illustratoren erkannt, wie Gennaro Amato, der mit seinem Vater befreundet war und für die englische Zeitschrift The Illustrated London News und die französische Zeitschrift L’Illustration tätig war.

### Zeit in London (1902–1963)
Gennaro Amato führte den jungen Fortunino Matania in das europäische Zeitschriftenwesen ein und 1902 zog Matania nach London, wo er von The Graphic eingestellt wurde und gleichzeitig bei L’Illustration sowie bei The Illustrated London News arbeitete. Er hatte ein fotografisches Gedächtnis. Als er 1902 zur Krönung von Eduard VII. eingeladen wurde, nutzte er diese Fähigkeit, denn in Westminster Abbey waren keine Skizzenbücher erlaubt.
Nachdem er drei Jahre lang für The Graphic gearbeitet hatte (von 1902 bis 1905), unterschrieb Fortunino Matania mit der englischen Zeitschrift The Sphere einen Arbeitsvertrag, wo er bis 1926 arbeitete. Oft wurden seine künstlerischen Fähigkeiten gebraucht um Krönungen, Feierlichkeiten, offizielle Staatsbesuche, Gedenkfeiern oder andere relevante öffentliche Ereignisse abzubilden. Aus diesem Grund wurde er auch als Sonderberichterstatter in andere Länder geschickt, darunter nach Deutschland und Portugal. Im Jahr 1906 reiste er nach Ägypten, Wales, Irland, Norwegen und Dänemark. Er kam 1909 Aufträgen in Holland und Spanien nach. Im selben Jahr wurden seine Werke in Liverpool in der Autumn Exhibition of Modern Art der Walker Art Gallery ausgestellt. 1911 reiste er dann nach Indien, wo er drei Monate verbrachte und viele Zeichnungen produzierte, die beim Publikum große Zustimmung fanden.
Bei Ausbruch des Ersten Weltkriegs befand sich Fortunino Matania in England, wo er noch bei The Sphere als Illustrator tätig war. 1916 wurde er offizieller Kriegsmaler und arbeitete auch für The War Illustrated, The Strand Magazine und Tatler, ferner für Britannia and Eve.
Während dieser Zeit war er in erster Linie an der Kriegsfront, wo er realistische Abbildungen des Krieges schuf. Wenn er keine Möglichkeit hatte selbst vor Ort zu sein, führte er Interviews mit Augenzeugen und ließ sich die Geschehnisse genau erzählen. Während er die Kriegszeugen befragte, ließ er sich mithilfe von Spielzeugsoldaten die genauen Positionen der Soldaten erklären. Er besaß in seinem Studio eine große Anzahl an Uniformen, Waffen und andere Requisiten um jedes Detail in seinen Werken richtig erfassen zu können. Seine Werke wurde wöchentlich veröffentlicht und waren entweder auf dem Titelblatt oder sie besetzten zwei Seiten in der Mitte der Zeitschriften. Seine Berühmtheit wuchs während dieser Zeit, weil sich die Leser ein Bild des Kriegs anhand seiner realistischen und detaillierten Zeichnungen machten. Seine Werke zeigten die rohe Härte des Krieges, aber auch die Menschlichkeit der Soldaten.
Fortunino Matania hatte im Jahre 1914 das Bild Il quadro del soldato Tandey gezeichnet. Es handelte sich um eine Kriegsszene: Der britische Soldat Henry Tandey trägt einen verwundeten Kameraden während der Schlacht von Ypern auf dem Rücken, weg vom Schlachtfeld. Einige Jahre später, am 28. September 1918, traf Tandey bei Marcoing auf Adolf Hitler. Tandey ließ den damals verletzten Gefreiten laufen, anstatt ihn zu erschießen. Nachdem Hitler Jahre später die Macht in Deutschland übernommen hatte, wurde ihm eine Kopie des Bildes Il quadro del soldato Tandey zugesendet, die er in seiner Sommerresidenz am Berghof als Andenken bewahrte.

## Künstlerische Richtung
Fortunino Matania war ein Vertreter des Realismus und des Naturalismus. Bereits in seiner Jugend entwickelte er eine Leidenschaft für die Darstellung des „Echten“, wobei er sich stark an den Stil des Neoklassizismus und an der Akademischen Kunst anlehnte. Er beschäftigte sich sein Leben lang mit Themen der Gegenwart sowie der Geschichte, insbesondere stellte er Szenarien der Antike dar. Er folgte dem künstlerischen Trend der Historienmalerei, der in England dank dem niederländischen Künstler L. Alma Tadema sehr beliebt war. In dieser Gattung wurden nicht nur Zeremonien oder bekannte Ereignisse abgebildet, sondern auch häusliche Szenen.
Matania folgte seinem persönlichen Schönheitsideal, das – nach seiner Fassung – mit „fotographischem Auge“ erreichbar war. Er achtete sehr auf Kleinigkeiten und Details, um seine Bilder so realistisch wie möglich zu gestalten.
Während des Ersten Weltkriegs benutzte er seine künstlerische Begabung um Kriegsbilder zu schaffen. Da er damals in London lebte und arbeitete, galt seine Solidarität der britischen Armee. Die Bilder, die während dieser Zeit entstanden, hatten die Aufgabe so wenig defätistisch wie möglich zu sein und die Kriegsstimmung an der Heimatfront (in Großbritannien) hoch zu halten. Seine Kriegswerke hatten also nicht nur einen informativen Zweck, sondern auch einen politischen, propagandistischen Zweck.

## Ausgewählte Werke

### Neuve-Chapelle(1915)
In diesem Bild wird eine Kriegssituation in einem Graben während der Schlacht von Neuve-Chapelle gezeigt. Im Hintergrund sieht man wie ein Geschoss der deutschen Artillerie auf einer Seite des Grabens eingeschlagen ist. In der Explosionswolke sind einige Trümmer zu sehen, die in die Luft geschleudert werden. Die Bildmitte ist mit Soldaten besetzt, die während des Angriffs bestmöglich Schutz suchen. Im Fokus des Betrachters steht vor allem ein Mann, der unversehrt ist und seine Kameraden anschaut. Eine mögliche Interpretation der Absicht des Malers wäre die Darstellung des Vertrauens des unversehrten Mannes in den Sieg trotz des starken Angriffs. Dieser Soldat steht bei dieser Betrachtungsweise für die Möglichkeit eines „Kippens“ der Situation.
Im Jahr 1918 stellte Fortunino Matania das Bild an der Royal Academy of Arts vor. Die Zeitschrift The Sphere veröffentlichte 1918 eine Kopie des Bilds mit der Schlagzeile A war picture at the Royal Academy which is an actual document (englisch für: „Ein Kriegsbild bei der Royal Academy, das ein aktuelles Dokument ist“). Matania erklärte dabei, wie er in seinem Garten für die Erstellung des Bildes einen Graben nachbaute.

### The Last General Absolution of the Munsters at Rue du Bois(1916)
Das Bild zeigt den irischen Priester Francis Gleeson am Vorabend der Schlacht von Aubers Ridge des 9. Mai 1915, während er für die 500 Männer des Bataillons der Royal Munster Fusilliers den Sündenerlass ausspricht. Während der Auseinandersetzung auf dem Schlachtfeld starben die meisten Männer der Royal Munster Fusilliers innerhalb der ersten 24 Stunden.
Fortunino Matania war bei dieser Zeremonie nicht dabei. Er schuf das Bild nach Schilderungen der irischen Schriftstellerin Jessie Louisa Rickard.
Die Zeichnung erschien erstmals in einer Ausgabe der Zeitschrift The Sphere. Nach der Veröffentlichung wurde sie zu einer der berühmtesten Abbildungen des Kriegs in Irland, wo sich im ganzen Land Kopien des Bildes stark verbreiteten. Als sich die öffentliche Meinung zum Krieg veränderte und die Kriegsbegeisterung abnahm, verlor das Bild an Bedeutung und verschwand mit der Zeit aus der Öffentlichkeit. Der Standort des Originalwerks ist bis heute unbekannt (Stand 2014), manche Historiker nehmen an es sei zerstört worden, während andere vermuten, dass es in Privatbesitz sein könnte.

### Soldiers Escorting Wounded Men From a War(1916)

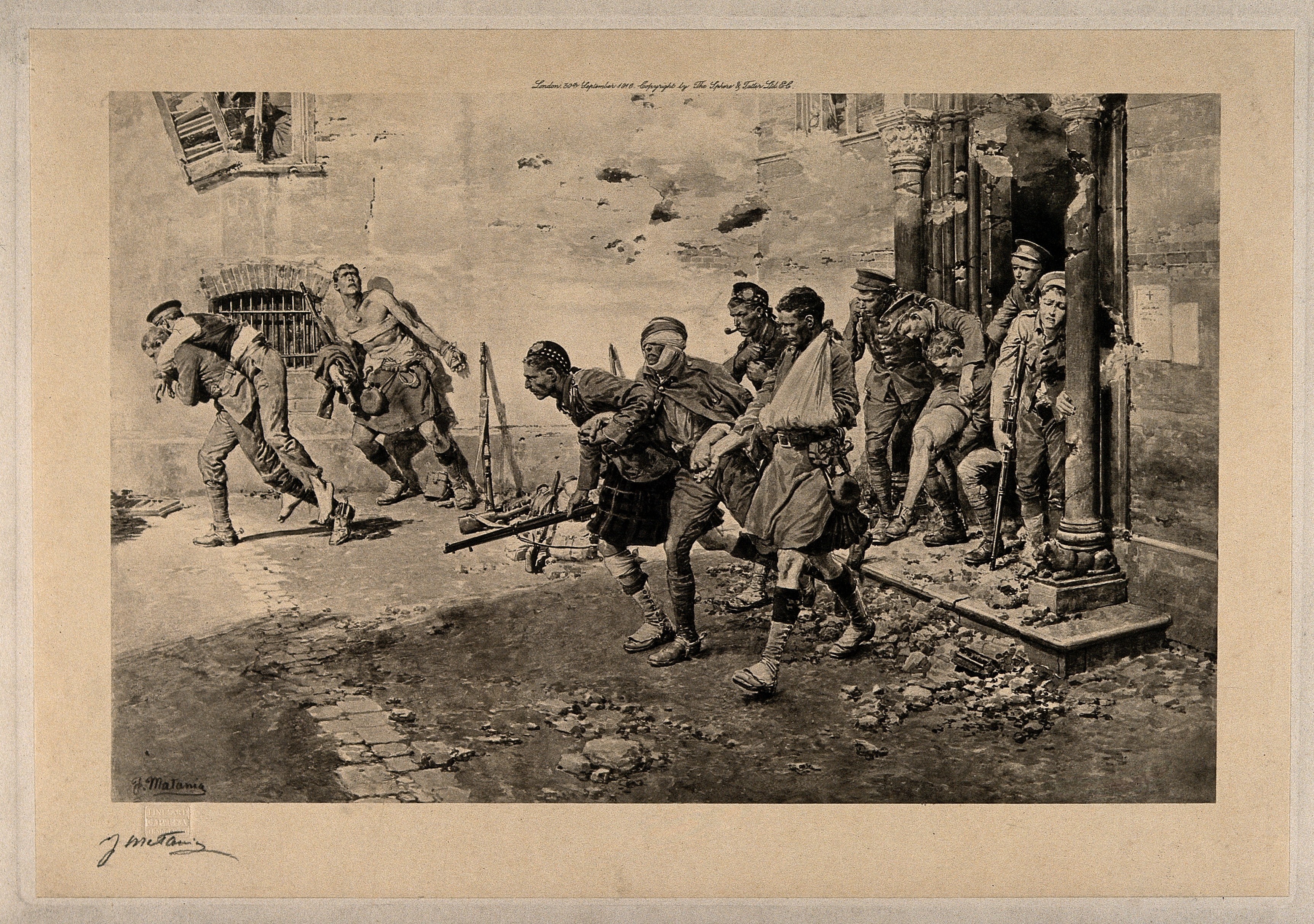
Soldiers Escorting Wounded Men From a War (1916)

Auf diesem Bild sind mehrere britische Soldaten zu sehen, die verletzt auf Rückzug sind. Einige dieser Soldaten sind schwer verwundet und werden von anderen, weniger verwundeten, getragen oder beim Laufen unterstützt. Matania stellt hier die Kameradschaft und den Mut der Männer dar, die an der Schlacht von Le Cateau teilnahmen. Diese Schlacht ging in der militärischen Geschichte Großbritanniens als „unehrenhaft“ ein. Im Vordergrund der Komposition des Bildes sticht der Soldat mit gebrochenem Arm hervor, der seinem erblindeten Kameraden die Hand hält um ihn zu führen und somit menschliche Entschlossenheit beweist. Dazu steht dieser Soldat sehr aufrecht und beweist damit Stärke trotz der Tragik der Situation. Der Soldat, der gegenüber dem Betrachter steht, erinnert an die Figur des Apostels Andreas von Pierre Monot in der Lateranbasilika in Rom. Es scheint, als würde der Mann in einem Akt religiösen Glaubens auf die Erlösung warten.
Es ist bekannt, dass Matania bei der Schlacht nicht persönlich vor Ort war, doch sein realistischer Stil vermittelte Glaubwürdigkeit und sorgte für Konsens bei den emotionalisierten Betrachtern.

## Galerie

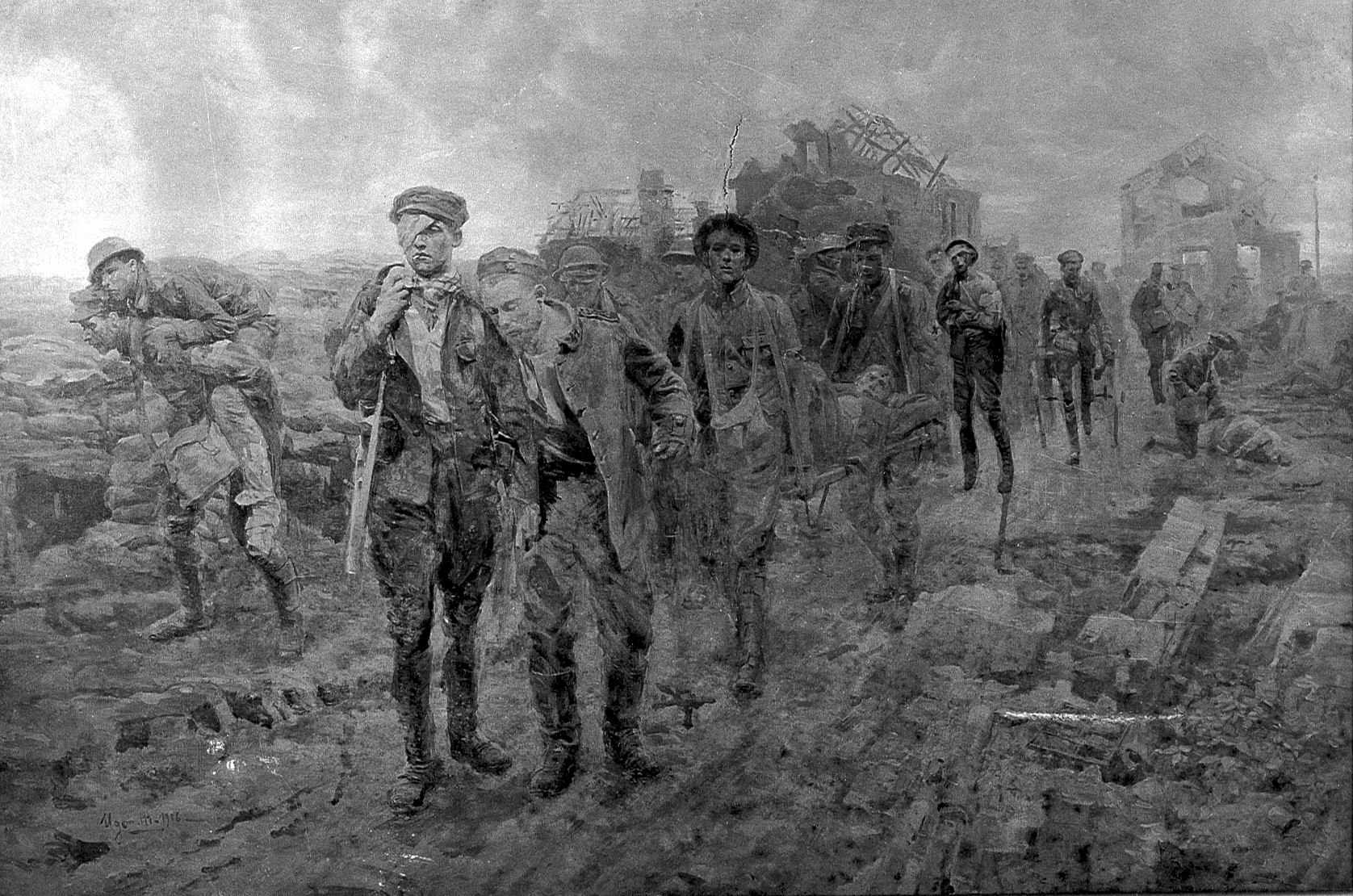
Transport of Wounded
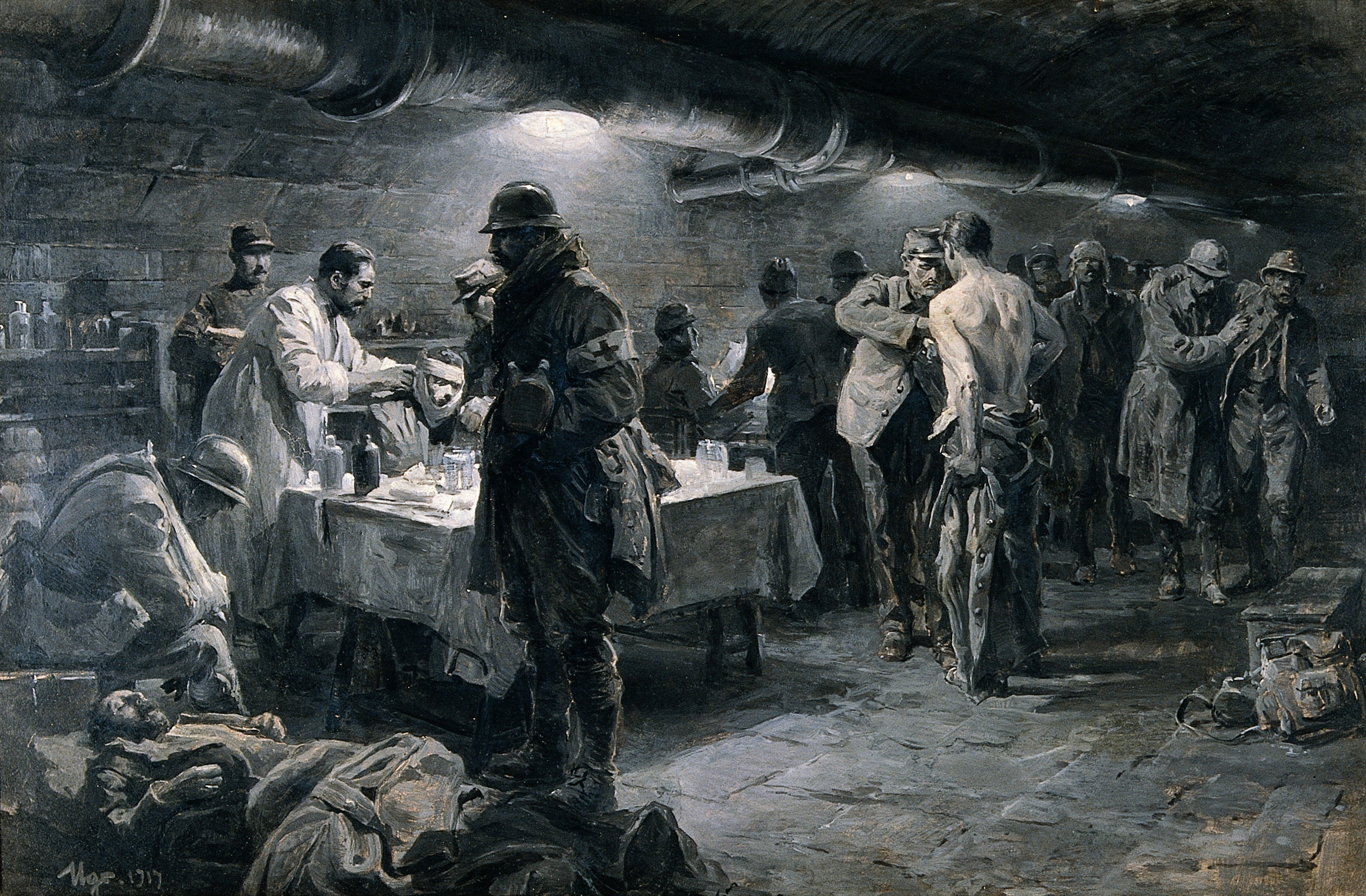
Dressing Station
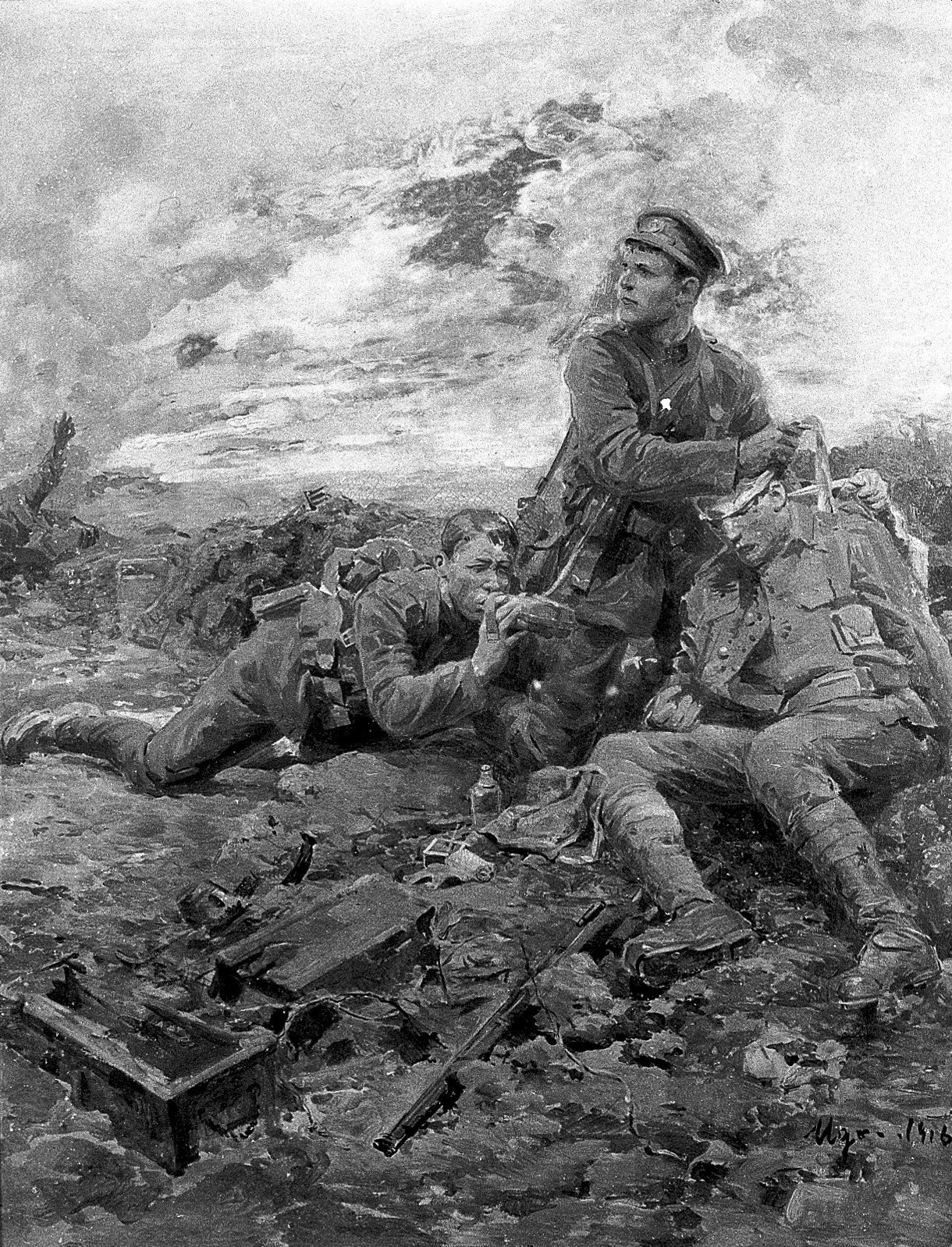
How Private Flynn of South Wales Borderers won the Victoria Cross Medal
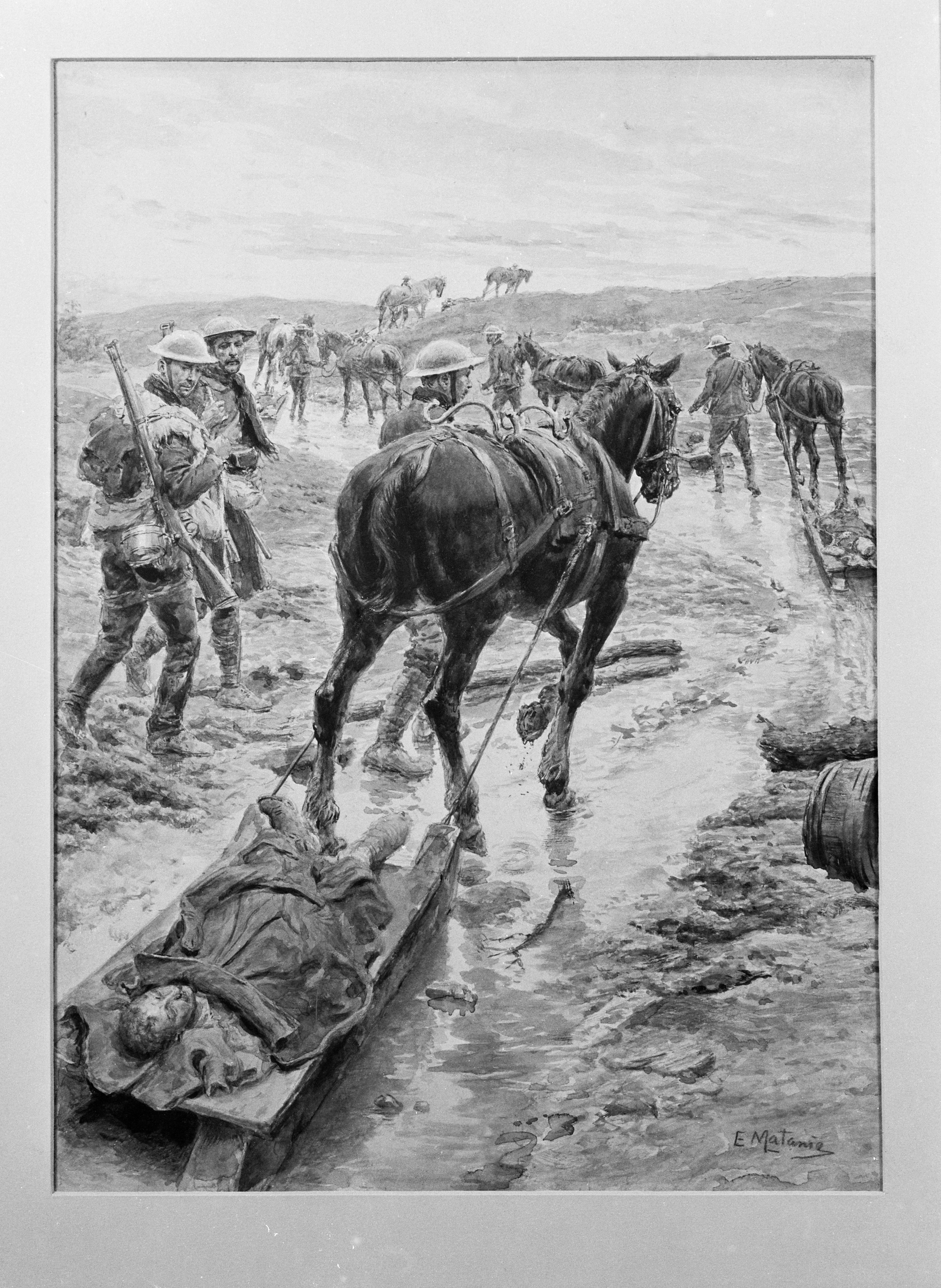
Horse-drawn transport of Wounded